# Gaswerk Baumgarten
Das Gaswerk Baumgarten in der Deutschordenstraße 12 im heutigen 14. Wiener Gemeindebezirk Penzing war ein privat geführtes Gaswerk.

## Geschichte
Das Gaswerk Baumgarten, auch Gaswerk Hütteldorf genannt, wurde 1878 von der in England ansässigen Imperial-Continental-Gas-Association in der heutigen Deutschordensstraße errichtet. Versorgt wurde vor allem die öffentliche Straßenbeleuchtung in Ober Sankt Veit.
Zweimal kam es zu Bränden im Gaswerk Baumgarten (einmal irgendwann zwischen 1899 und 1901 sowie ein weiteres Mal 1907), welches im Jahr 1901 erweitert wurde.
Der gleichzeitig erbaute Teleskop-Gasometer bestand bis 1925, während das Gaswerk 1912 wie alle Gaswerke der Imperial Continental Gas Association in Wien seinen Betrieb einstellte.

## Nachnutzung
Als Nachnutzer des Gaswerksareals wird der bis um 1950 bestehende Hietzinger Sandwerke & Baustoff-Großhandel genannt. Heute befinden sich in diesem Abschnitt der Deutschordensstraße der Gemeindewohnanlage Hugo-Breitner-Hof und das Gerhard-Hanappi-Stadion des SK Rapid Wien.